# Liste der Fährverbindungen in der Schweiz

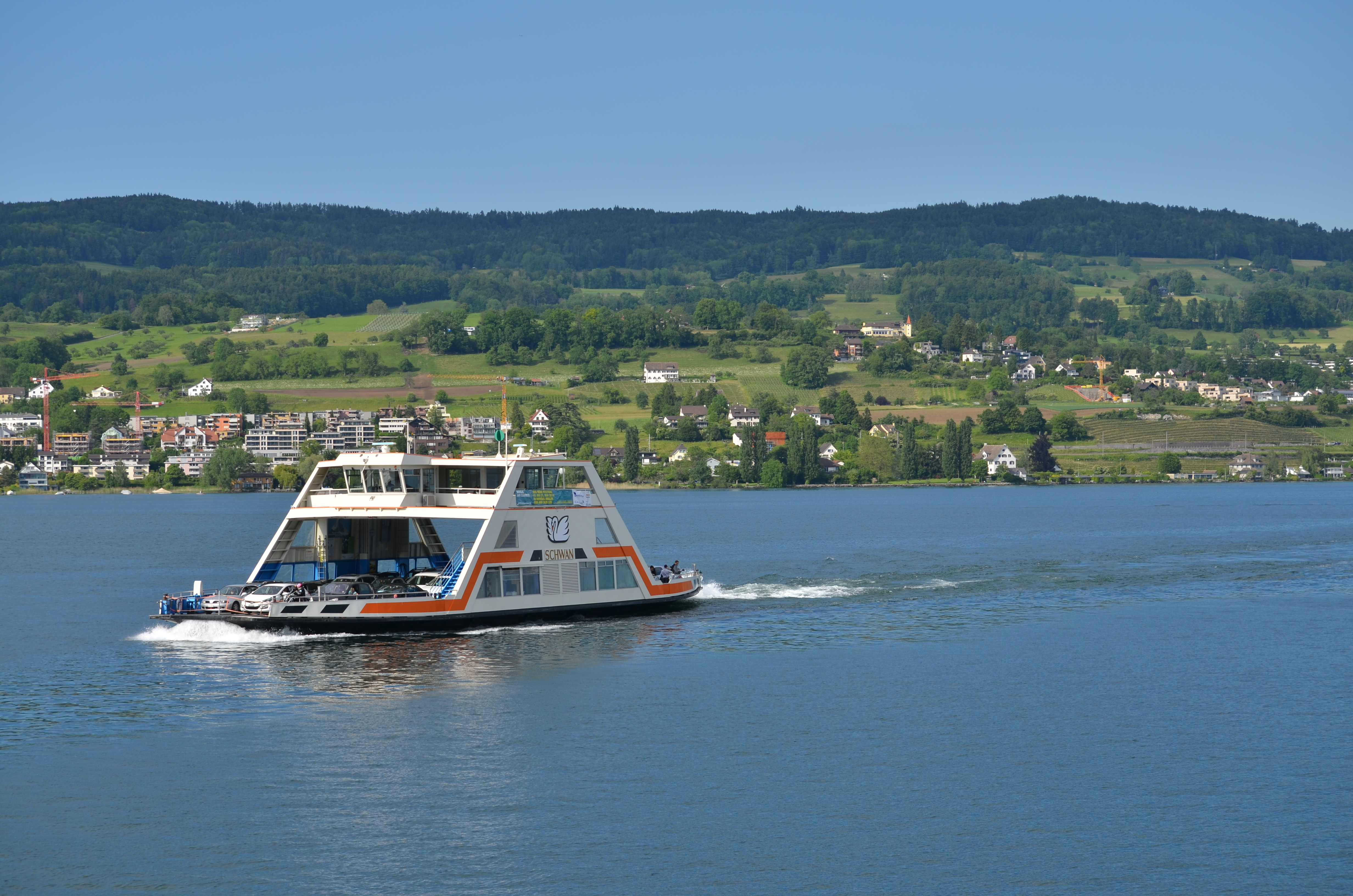
Fähre Horgen–Meilen (2014)

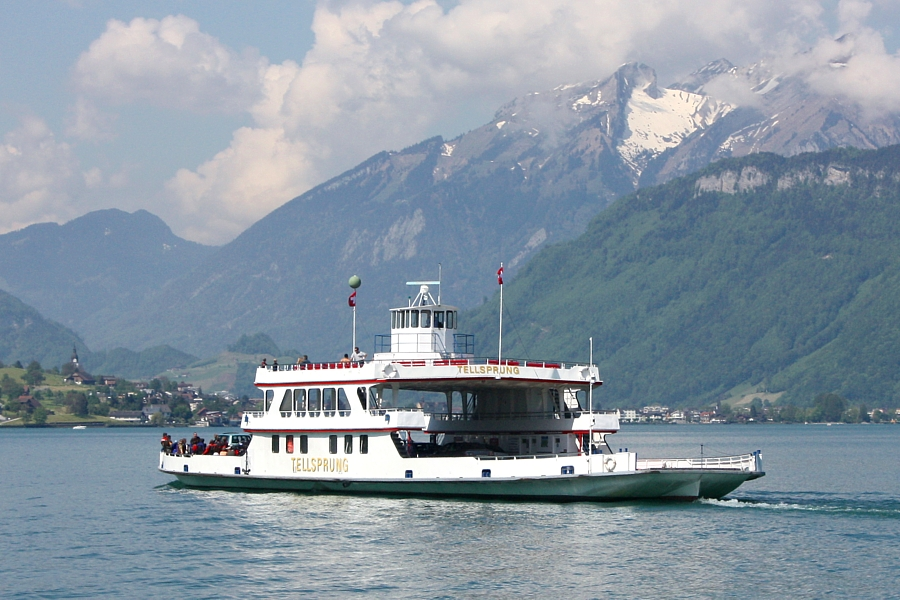
Autofähre Beckenried–Gersau

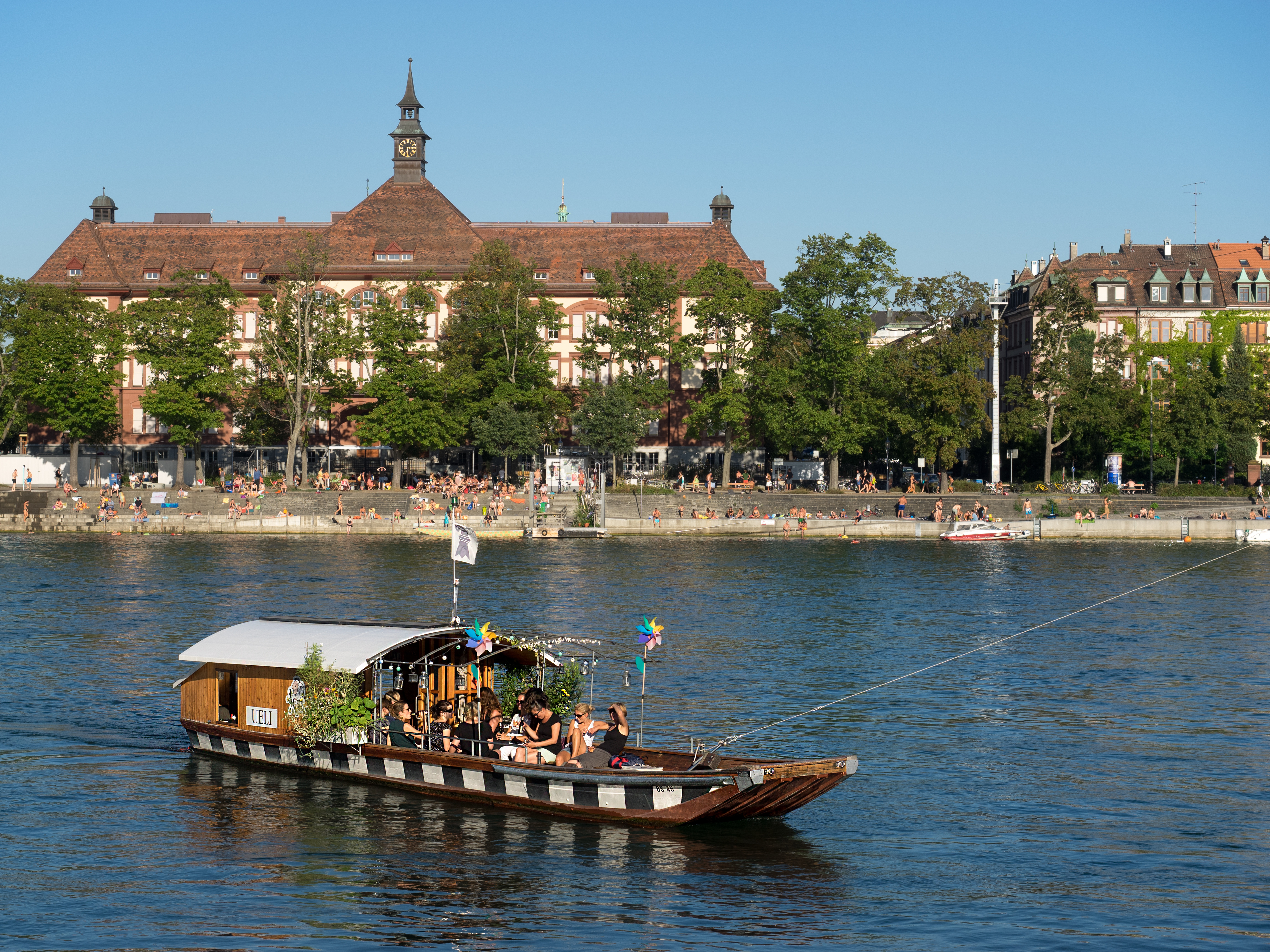
St.-Johanns-Fähre in Basel (2015)

In der Schweiz gibt es Autofähren auf dem Bodensee, dem Vierwaldstättersee und dem Zürichsee und daneben kleinere Personenfähren.
| Fährverbindung                       | Gewässer           | Transport     |
| ------------------------------------ | ------------------ | ------------- |
| Fährlinie Friedrichshafen–Romanshorn | Bodensee           | Autofähre     |
| Autofähre Beckenried–Gersau          | Vierwaldstättersee | Autofähre     |
| Zürichsee-Fähre Horgen–Meilen        | Zürichsee          | Autofähre     |
| Basler Fähren                        | Rhein              | Personenfähre |
| Fähre Kaiseraugst–Herten             | Rhein              | Personenfähre |
| Fähre Mumpf–Bad Säckingen            | Rhein              | Personenfähre |
| Fähre Full–Waldshut                  | Rhein              | Personenfähre |
| Fähre Zurzach–Kadelburg              | Rhein              | Personenfähre |
| Fähre Tössegg–Buchberg               | Rhein              | Personenfähre |
| Rheinfähre Ellikon–Nack              | Rhein              | Personenfähre |
| Fähre Schloss Laufen–Schlössli Wörth | Rhein              | Personenfähre |
| Fähre Paradies/Schlatt–Stemmer       | Rhein              | Personenfähre |
| Fähre Wolfwil–Wynau                  | Aare               | Personenfähre |
| Fähre Altreu–Leuzigen                | Aare               | Personenfähre |
| Fähre Zehendermätteli–Bremgarten     | Aare               | Personenfähre |
| Fähre Reichenbach–Engehalbinsel      | Aare               | Personenfähre |
| Fähre Bodenacker                     | Aare               | Personenfähre |
| Fähre Scherzligen–Bächimatt          | Aare               | Personenfähre |
| Fähre Kloster Fahr–Schlieren         | Limmat             | Personenfähre |
| Fähre Fischbach–Sulz                 | Reuss              | Personenfähre |
| Fähre Rotsee                         | Rotsee             | Personenfähre |
| Fähre Insel Schwanau                 | Lauerzersee        | Personenfähre |
| Fähre Gertau–Degenau                 | Sitter             | Personenfähre |